# WASP-96
WASP-96 — одиночная звезда в созвездии Феникса. Находится на расстоянии приблизительно 945 св. лет (около 290 парсеков) от Солнца. Вокруг звезды обращается, как минимум, одна планета.

## Характеристики
WASP-96 — жёлтый карлик спектрального класса G8. Видимая звёздная величина звезды — +12,2m. Масса — около 1,06 солнечной, радиус — около 1,05 солнечного. Эффективная температура — около 5540 K, металличность звезды оценивается как 0,14.

## Планетная система
В 2013 году у звезды обнаружена планета WASP-96 b.